# Jerzy Adamski
Jerzy Adamski, född 14 mars 1937 i Sierpc, död 6 december 2002 i Bydgoszcz, var en polsk boxare.
Adamski blev olympisk silvermedaljör i fjädervikt i boxning vid sommarspelen 1960 i Rom.